# أيظن (أغنية)
أيظن هي قصيدة ألفها نزار قباني ولحنها محمد عبد الوهاب وغنتها نجاة الصغيرة عام 1960.

## الأغنية
- كانت نجاة الصغيرة مرتبطة بعقد احتكار مع شركة كايروفون التي يملكها محمد فوزي، في حين أن شركة صوت الفن التي كان محمد عبد الوهاب أحد مؤسسيها تحتكر توزيع أي لحن لعبد الوهاب، وعندما لحن عبد الوهاب هذه القصيدة، استأذنت نجاة الصغيرة محمد فوزي في غناء هذه الأغنية والسماح لشركة صوت الفن بتوزيعها فوافق على ذلك.
- هذه القصيدة هي أول قصيدة لنزار قباني يتم تلحينها وغناؤها وحققت شهرة واسعة آنذاك.[1]
- هناك تسجيل آخر بصوت عبد الوهاب على العود.